# Томас Мор
Томас Мор (на английски: Thomas More) е английски юрист, писател и политик. Още приживе той печели репутация на водещ хуманист и заема различни обществени длъжности, включително тази на лорд-канцлер от 1529 до 1532. Мор създава думата утопия, името на въображаема островна държава, описана в едноименната му книга (1516). Той е запомнен и със своето принципно противопоставяне на желанието на крал Хенри VIII да оглави Англиканската църква – позиция, която прекъсва политическата му кариера и довежда до екзекуцията му поради държавна измяна чрез обезглавяване.
През 1935 Томас Мор е канонизиран от Пий XI, тогавашният папа на Католическата църква.

## „Утопия“
В книгата „Утопия“, Мор описва въображаем остров като място със съвършената социална, правна и политическа система.
Томас Мор с трактата си „Утопия“ критикува социалните порядки на своето време. На тогавашната действителност той противопоставя идеалния строй на острова „Утопия“, където няма частна собственост. Земята и всички средства за производство принадлежат на държавата, която е федерация от градове. Всички хора са заети с трудова дейност. От физически труд се освобождават само онези лица, притежаващи изключителни умствени способности и занимаващи се с научна работа.
Мор предлага проект на комунистическата форма на организация на трудовата дейност, която според критиците й в наши дни е сходна с тази при тоталитарните режими. Социалната структура на обществото започва със семейството и завършва с града. На висока почит е образованието на децата. Жените имат равни права с мъжете. Подобно на Платон („Държавата“) изисква ликвидиране на собствеността на отделните индивиди в полза на държавата и на парите, ограничаване на влиянието на християнството, възможния минимум религиозни догми и предаване на младежта и нейното възпитание в ръцете на духовенството. Утопийците живеят в условия на равенство в труда, липса на противоположност между града и селото, между умствения и физическия труд при демократично управление, но тежката работа се върши от роби.
Томас Мор мечтае преминаването към новия строй да се осъществи по мирен път. Мор защитава католицизма и върховната власт на папата, обявява се против лутеранците и отказва да признае краля за глава на църквата. Обвинен в държавна измяна, той е осъден да бъде обесен, разчекнат и разчленен (обичайното наказание за предатели, които не са благородници), но Хенри VIII заменя начина на екзекуция с обезглавяване. Екзекутиран е на 6 юли 1535 г.

## Произведения
Публикувани прижизнено (с посочена дата на публикацията)
- A Merry Jest (c. 1516) (CW 1)
- Utopia (1516) (CW 4)[6]
- Latin Poems (1518, 1520) (CW 3, Pt.2)
- Letter to Brixius (1520) (CW 3, Pt. 2, App C)
- Responsio ad Lutherum (Отговор на Лутер, 1523) (CW 5)
- A Dialogue Concerning Heresies (1529, 1530) (CW 6)
- Supplication of Souls (1529) (CW 7)
- Letter Against Frith (1532) (CW 7)
- The Confutation of Tyndale's Answer (1532, 1533) (CW 8)
- Apology (1533) (CW 9)
- Debellation of Salem and Bizance (1533) (CW 10)
- The Answer to a Poisoned Book (1533) (CW 11)

Посмъртни публикации (с посочена приблизителна дата на написването)
- The History of King Richard III (c. 1513–1518) (CW 2 & 15)
- The Four Last Things (c. 1522) (CW 1)
- A Dialogue of Comfort Against Tribulation (1534) (CW 12)
- Treatise Upon the Passion (1534) (CW 13)
- Treatise on the Blessed Body (1535) (CW 13)
- Instructions and Prayers (1535) (CW 13)
- De Tristitia Christi (1535) (CW 14)